# Elezioni parlamentari in Finlandia del 1975
Le elezioni parlamentari in Finlandia del 1975 si tennero il 22 settembre per il rinnovo dell'Eduskunta. Esse hanno visto la vittoria del Partito Socialdemocratico Finlandese; a seguito dell'esito elettorale, Ministro capo è divenuto Martti Miettunen.

## Risultati
| Liste                                   | Voti      | %     | Seggi |
| --------------------------------------- | --------- | ----- | ----- |
| Partito Socialdemocratico Finlandese    | 683 590   | 24,86 | 54    |
| Lega Democratica Popolare Finlandese    | 519 483   | 18,89 | 40    |
| Partito di Coalizione Nazionale         | 505 145   | 18,37 | 35    |
| Partito di Centro Finlandese            | 484 772   | 17,63 | 39    |
| Partito Popolare Svedese                | 128 211   | 4,66  | 9     |
| Partito Popolare Liberale               | 119 534   | 4,35  | 9     |
| Lega Cristiana Finlandese               | 90 599    | 3,29  | 9     |
| Partito Rurale Finlandese               | 98 815    | 3,59  | 2     |
| Partito per l'Unità Popolare Finlandese | 45 402    | 1,65  | 1     |
| Partito Popolare Costituzionale         | 43 344    | 1,58  | 1     |
| Altri                                   | 30 923    | 1,12  | 1     |
| Totale                                  | 2 749 818 | 100   | 200   |